# Canal de l'Ourcq

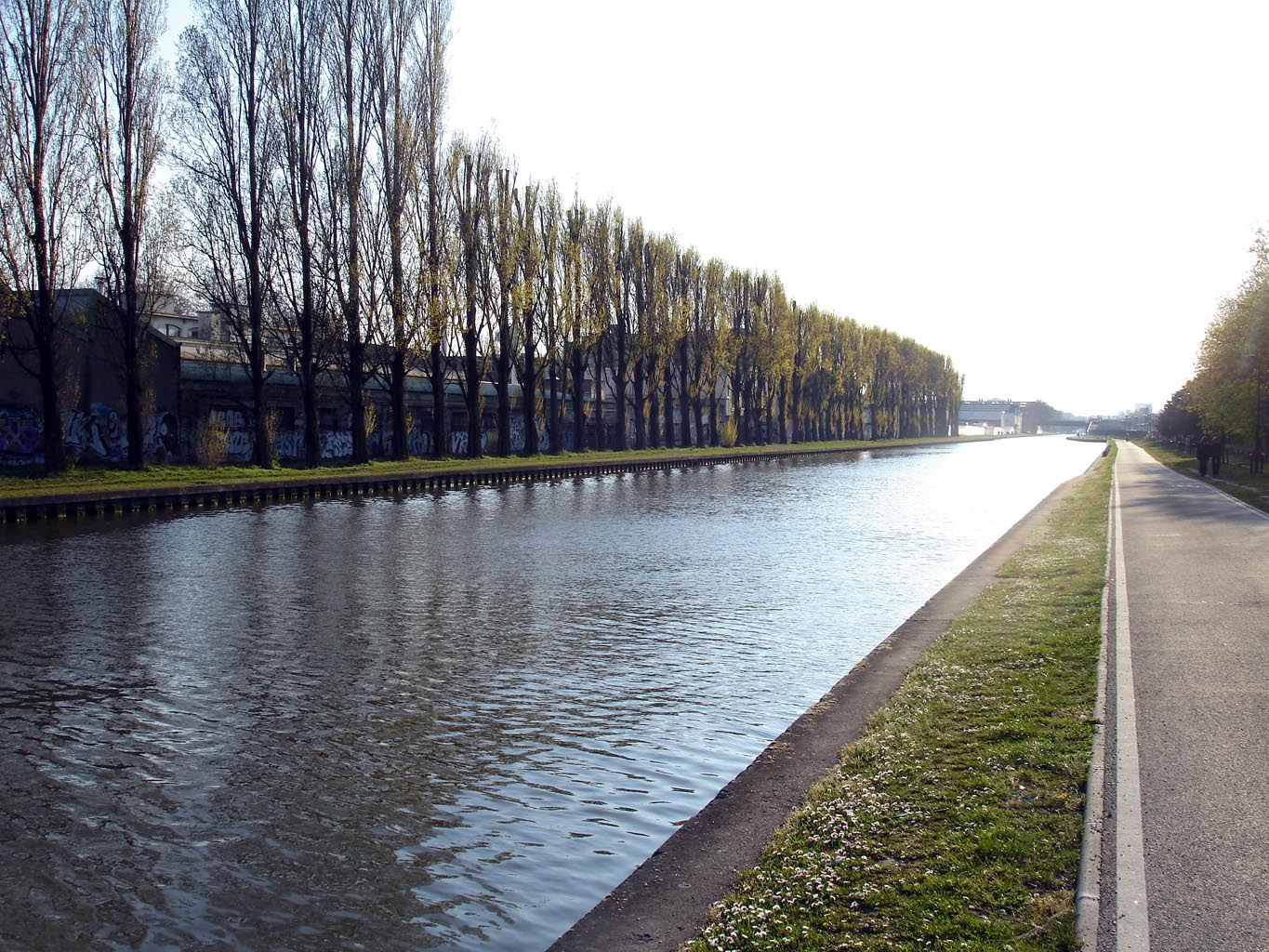
Canal de l'Ourcq v Bobigny

Canal de l'Ourcq je vodní kanál, který vede od řeky Ourcq u obce Mareuil-sur-Ourcq do Paříže. Spolu s kanály Saint-Denis, Villette a Saint-Martin vytvářejí síť vodních kanálů o celkové délce 130 km, která je v majetku města Paříže.

## Technické parametry
Kanál je dlouhý 96,6 km, jeho nadmořská výška se pohybuje 60,6–51,60 m nad mořem a má šest zdymadel. Začíná u obce Mareuil-sur-Ourcq, kde je napájen řekou Ourcq a míří do severovýchodní části Paříže. Zde se napojuje na kanály Villette a Saint-Denis. Nejdelší část od Mareuil-sur-Ourcq do Pavillon-sous-Bois (asi 86 km) se nazývá „úzký kanál“, neboť původní rozměry plavebních komor zde byly jen 58,88 x 3,20 m. Většina z nich byla později rozšířena na 5,20 m. Na zbývajících 11 km do Paříže již zdymadla nejsou.
Voda je do kanálu přiváděna především z řeky Ourcq, ale rovněž z řeky Clignon, kterou spojuje Canal du Clignon vybudovaný v letech 1839–1841. Dále je možné do kanálu pumpovat vodu z řeky Marny a dalším zdrojem vody je řeka Beuvronne. 

## Historie
Stavební úpravy na řece Ourcq se datují již do 16. století, kdy sloužila k plavení dřeva z královských lesů za Paříží. Lesy sloužily nejen k lovu, ale byly též zdrojem příjmů do královské pokladny. O výstavbě kanálu začal uvažovat František z Valois, budoucí král František I. První zkušební plavební komoru na řece Ourcq vytvořil Leonardo da Vinci. Po roce 1560 začaly stavební práce na úpravě koryta řeky a nádrží na zásobu vody. V roce 1661 získal právo na výběr mýtného Filip I. Orleánský od svého bratra Ludvíka XIV.

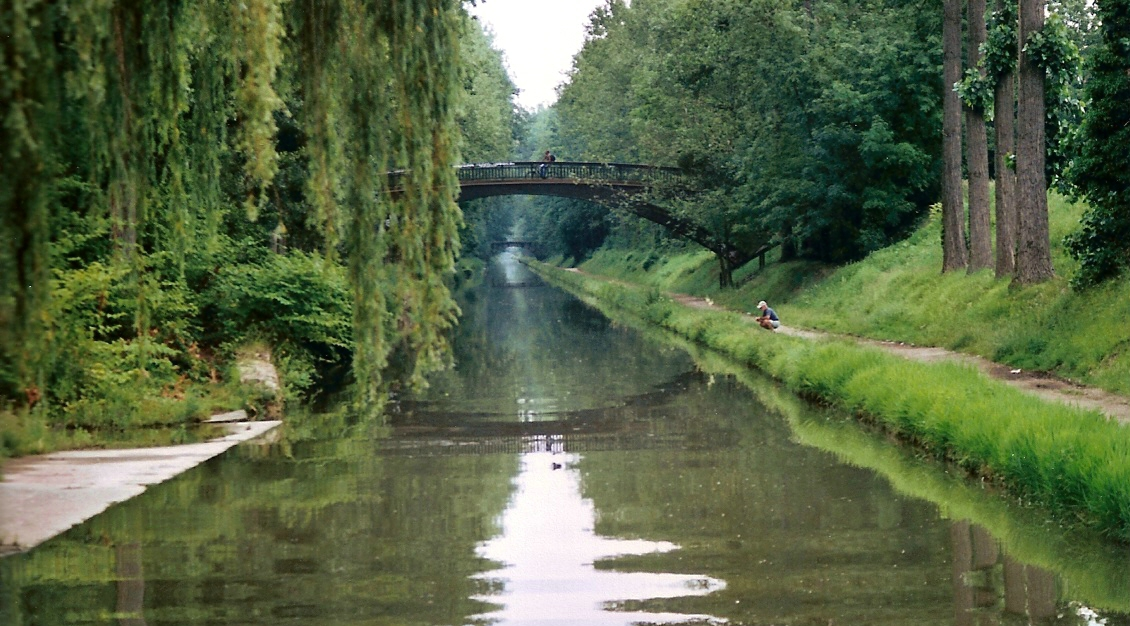
Kanál u města Sevran

Za Ludvíka XIV. se poprvé začalo uvažovat o prodloužení kanálu Ourcq až do Paříže a jeho využití pro přívod pitné vody, jejíž nedostatek trápil obyvatele hlavního města. Pierre-Paul Riquet, který projektoval Canal du Midi, navrhl prokopat kanál až do oblasti dnešního náměstí Place de la Nation. Jeho smrt v roce 1680 a příliš vysoké náklady na stavbu však ukončily tyto plány. Obdobný projekt na konci 18. století přerušila Francouzská revoluce. Teprve Napoleon Bonaparte definitivně prosadil výstavbu vodního kanálu, když vydal 19. května 1802 výnos o jeho stavbě. Základní kámen byl položen 23. září. Výstavba kanálu byla částečně financována z daně na víno. Dohledem nad stavbou byl pověřen inženýr a fyzik Pierre-Simon Girard (1765–1835), který jako jeden ze 160 učenců doprovázel Napoleona na jeho tažení do Egypta v roce 1798. Konečný projekt byl přeložen v lednu 1804 a musel řešit jednak splavnost kanálu a rovněž přívod pitné vody do Paříže, takže v kanálu nesměla být stojatá voda. Třetím úkolem bylo napájení vodou kanály Saint-Denis a Saint-Martin. Voda do kanálu Villette přitekla 2. prosince 1808, 15. srpna 1809 byla voda rozvedena do městských fontán a 15. srpna 1813 připlula do vesnice Villette u Paříže první loď. Po pádu císařství byly práce přerušeny a v roce 1818 získala koncesi na dostavbu a provozování kanálu soukromá společnost. Za dostavbu získala kanál na 99 let a právo vybírat mýtné. Po dokončení kanálu se zjistilo, že jeho sklon je příliš velký a tudíž je zde příliš silný proud. Proto zde bylo vybudováno pět plavebních komor, což znemožnilo velkým lodím proplouvat kanálem. První loď proplula kanálem Ourcq přes Villette až do kanálu Saint-Martin 4. listopadu 1825. Tím byla síť pařížských kanálů po 23 letech práce dokončena. 
V roce 1866 byla zřízena přečerpávací stanice na řece Marně pro případ nízkého průtoku v kanálu. Na konci 19. století se severovýchod Paříže stal hlavní průmyslovou oblastí a kanály se staly významnými dopravními tepnami.
Protože kanál umožňoval plavbu jen menších lodí s kapacitou 50–90 tun, byl kanál rozšířen nejprve na konci 19. století a poté ještě v letech 1925–1934, takže zde mohly plout lodě s tonáží až 1000 tun. Komerční plavba byla na kanálu ukončena v roce 1962 a od roku 1983 kanál slouží pouze k rekreační plavbě.

## Dnešní využití
V současnosti je kanál a jeho okolí místem pro cyklistické výlety. Kanál je zarybněn a je v něm umožněn rekreační rybolov. Kanál rovněž slouží různým sportovním aktivitám.